# Junkers EF 61
Le Junkers EF 61 (EF pour Entwicklungsflugzeug, avion de développement) était un prototype de bombardier bimoteur de haute altitude réalisé en Allemagne dans l’entre-deux-guerres. Il ne déboucha pas sur une production en série.